# اريك روزنتال
اريك روزنتال (بالإنجليزية: Eric Rosenthal)‏ هو مؤرخ وكاتب جنوب أفريقي، ولد في 10 يوليو 1905 في Newlands, Cape Town ‏ في جنوب أفريقيا، وتوفي في 1983.